# Hexasterophora
Sous-classe
Synonymes
- Aulocalycoida Tabachnick & Reiswig, 2000[1]
- Hexactinosa Schrammen, 1903[1]
- Hexactinosida Schrammen, 1912[1]

Les Hexasterophora sont une sous-classe d'éponges hexactinellides.

## Systématique
La sous-classe des Hexasterophora a été créée en 1886 par le zoologiste allemand Franz Eilhard Schulze (1840-1921).

## Liste des ordres
Selon World Register of Marine Species (24 août 2021) :
- Lychniscosida Schrammen, 1903
- Lyssacinosida Zittel, 1877
- Sceptrulophora Mehl, 1992
- autres Hexasterophora incertae sedis

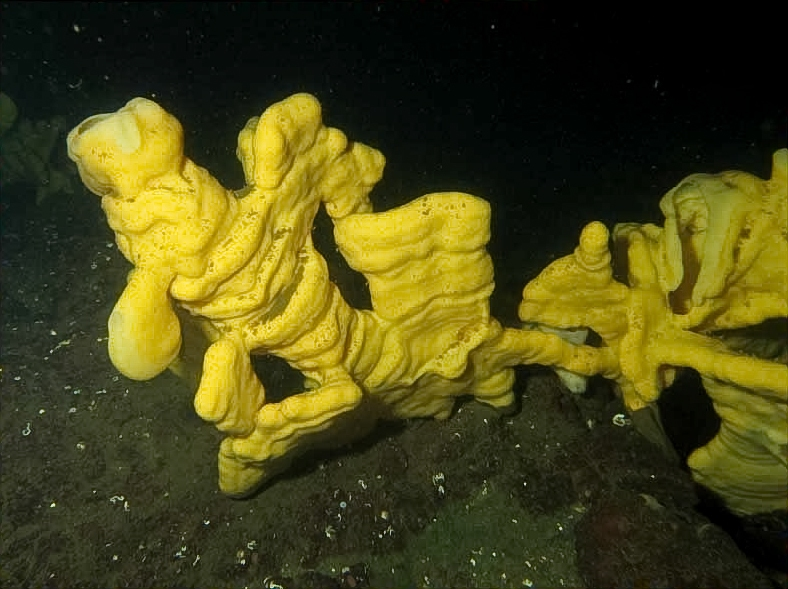
Aphrocallistes vastus, une Hexactinosida
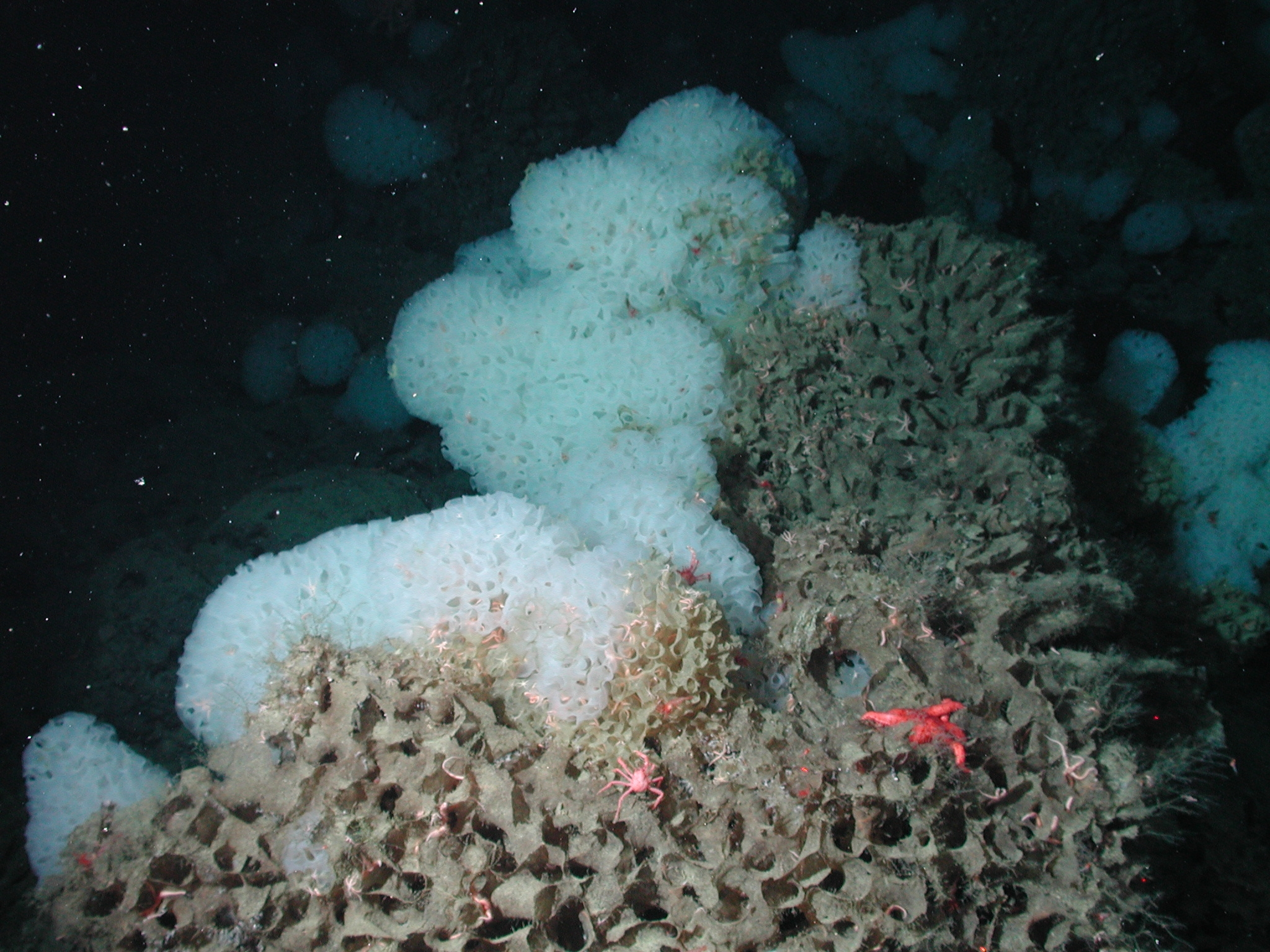
Farrea sp., une Hexactinosida
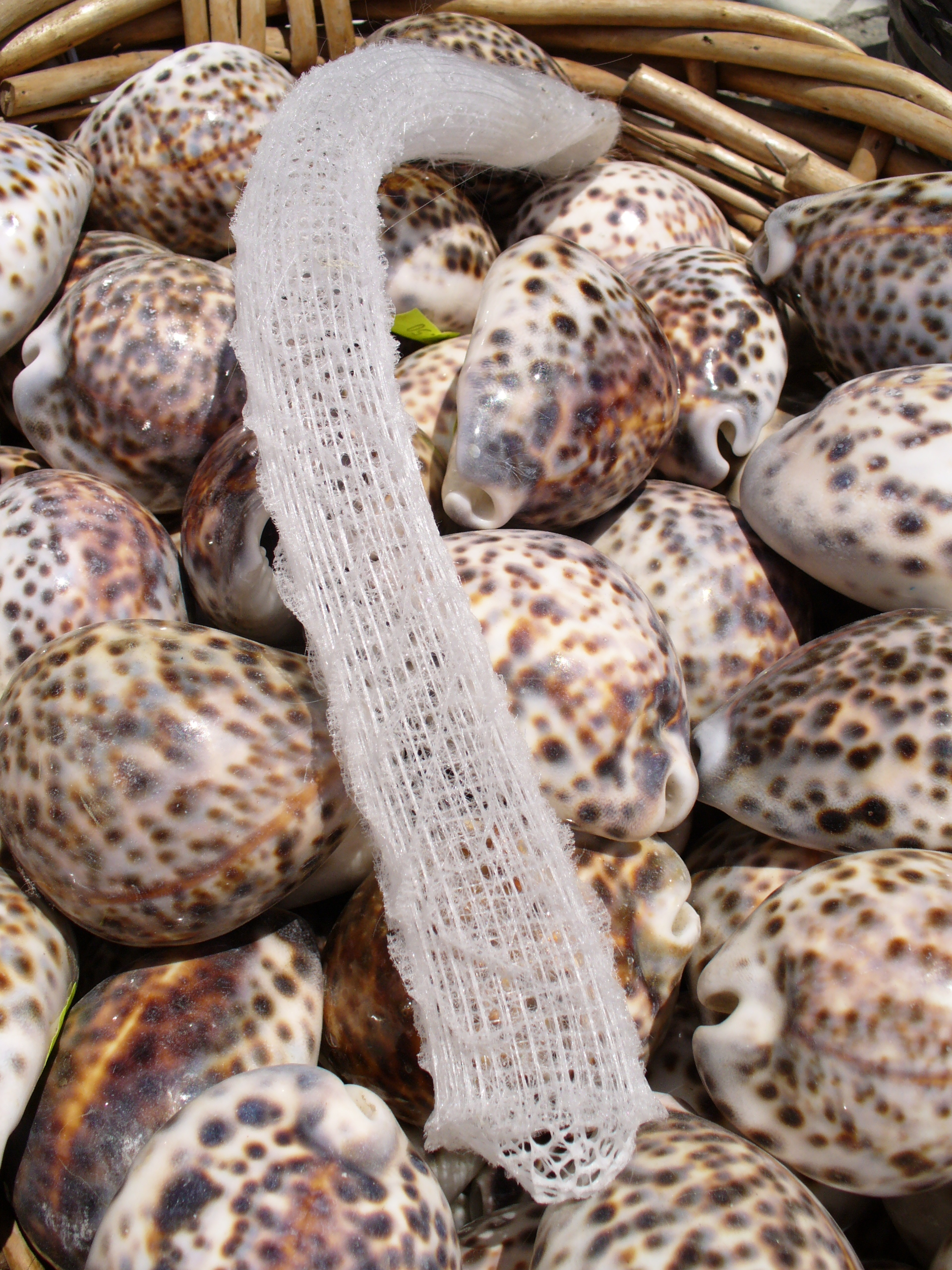
Euplectella aspergillum, une Lyssacinosida
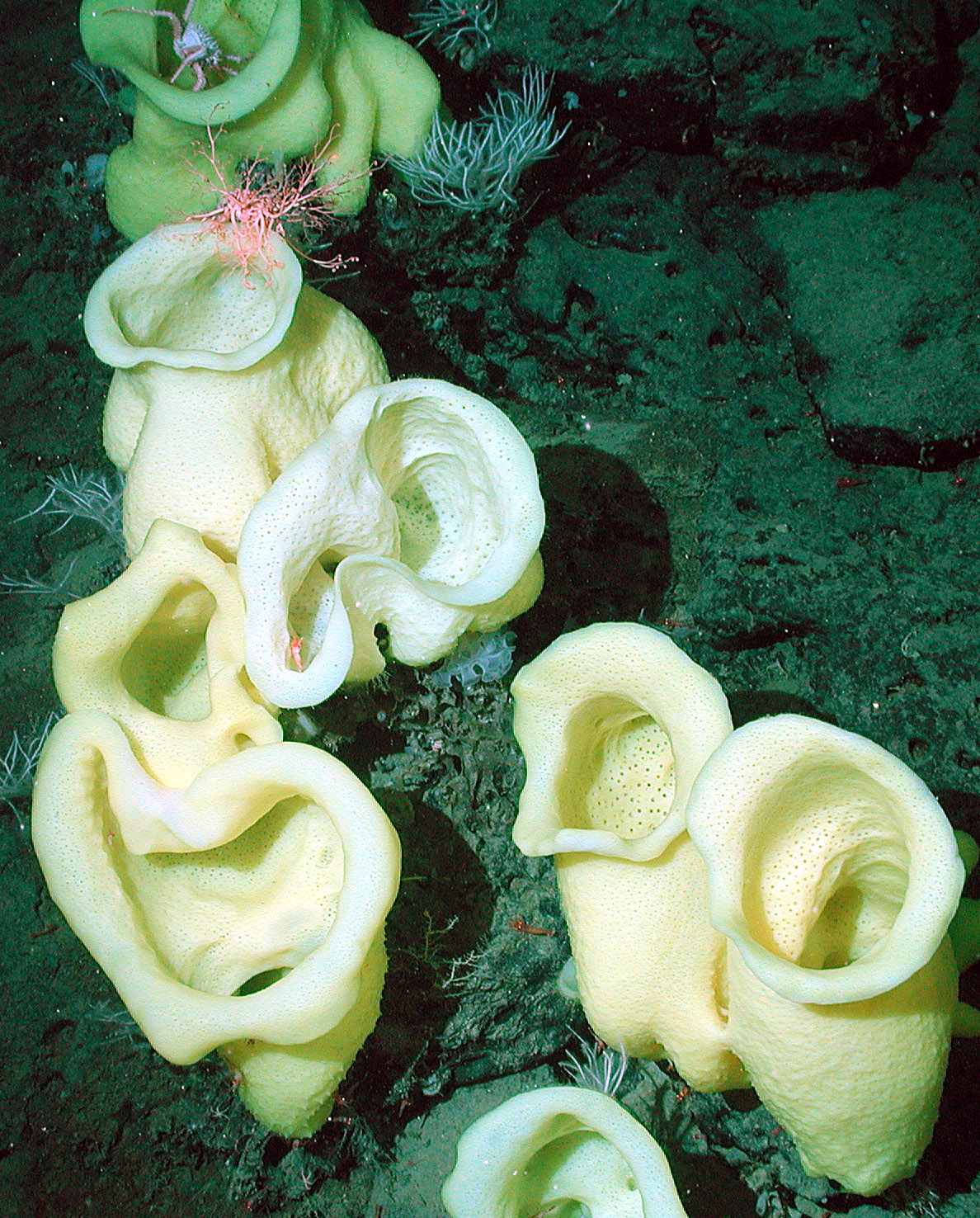
Staurocalyptus sp., une Lyssacinosida
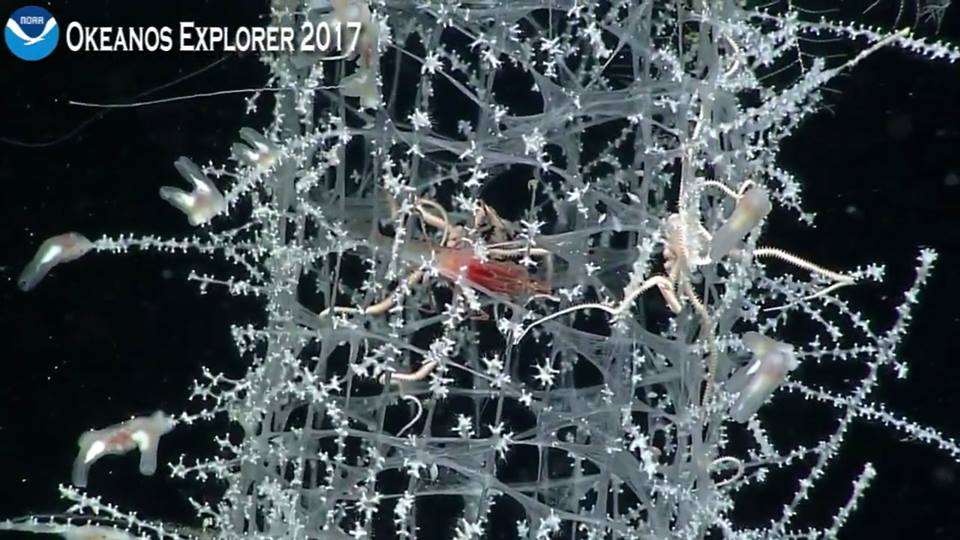
Une probable Euplectella observée dans les abysses au large des îles Samoa.

## Publication originale
- (de) F. E. Schulze, « Über den Bau und das System der Hexactinelliden », Abhandlungen der Königlichen Akademie der Wissenschaften zu Berlin, Berlin, Ferdinand Dümmler (d), inconnu et inconnu, vol. 1886,‎ 1886, p. 1-97 (ISSN 2944-4411, OCLC 9639255, lire en ligne).